# Earl Madery
Earl Madery (— março de 2014) é um sonoplasta estadunidense. Venceu o Oscar de melhor mixagem de som na edição de 1976 por Jaws, ao lado de Robert Hoyt, Roger Heman e John Carter.